# Basislinie Unterföhring–Aufkirchen

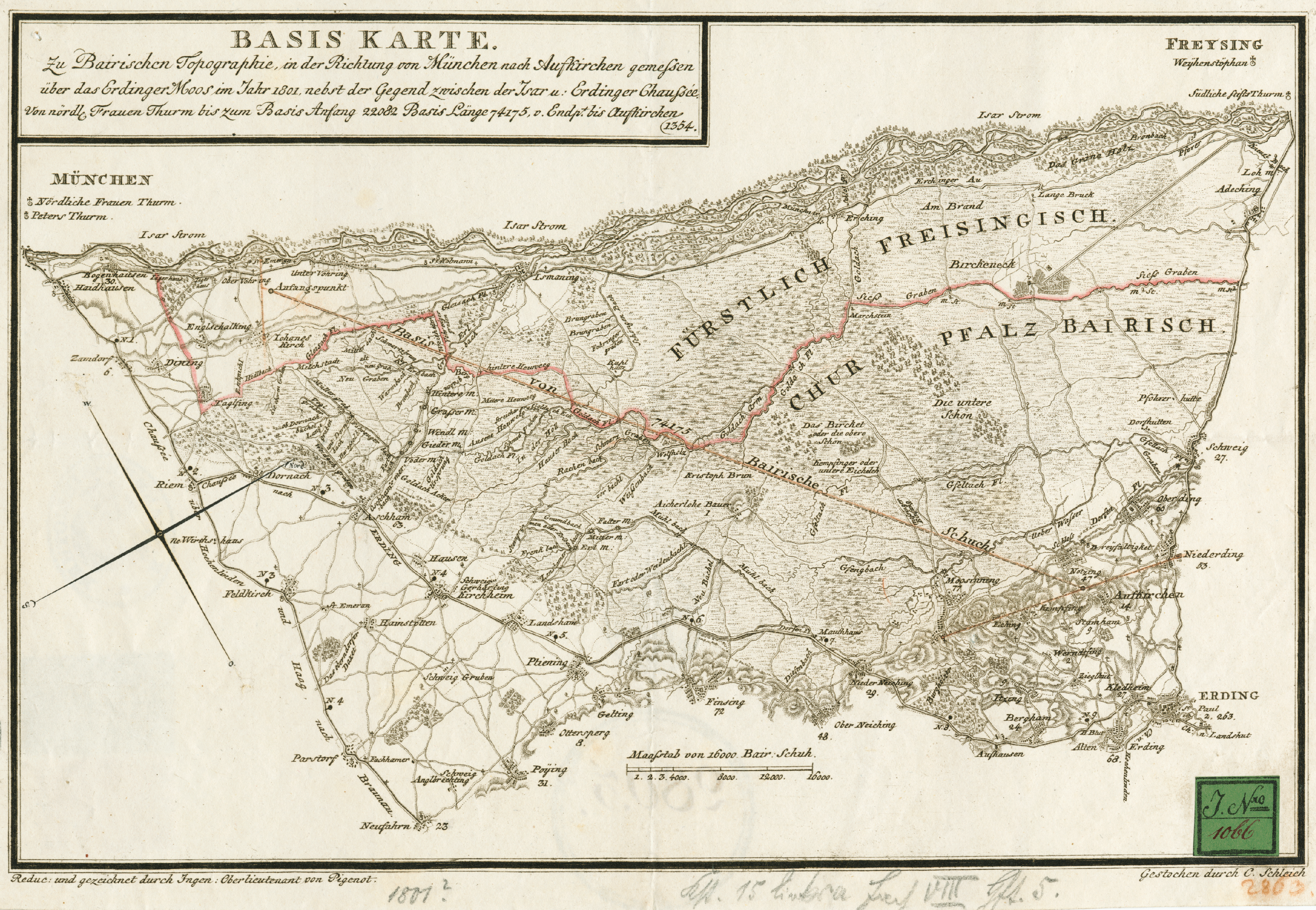
Eine Karte mit der Basislinie Unterföhring–Aufkirchen gibt die Länge in 74.175 Bairische Schuh an.

Die Basislinie Unterföhring–Aufkirchen ist die 1801 unter Leitung des französischen Obersten Charles Rigobert Marie Bonne gemessene Ausgangslinie für die anschließende bayerische Triangulation, die bis 1828 dauerte.

## Geschichte
Kurfürst Maximilian IV. Joseph (der spätere König Maximilian I.), der von seinem Minister von Montgelas beraten wurde, gründete am 19. Juni 1801 das Topographische Bureau (Vorläufer des Bayerischen Landesvermessungsamtes). Er forderte eine „vollständige, astronomisch und topographisch richtige“ Karte von Bayern (zuvor hatte Philipp Apian im 16. Jahrhundert Bayern kartografisch aufgenommen).
Um sie anfertigen zu können, muss ein weiträumiges trigonometrisches Vermessungsnetz gebildet werden, bei dem die Lage der Vermessungspunkte, damals in der Regel Kirchtürme, durch Triangulation, also durch die Messung der Winkel der Dreiecke, präzise bestimmt wird. Die Seitenlänge dieser Dreiecke kann aber nur berechnet werden, wenn zuvor eine Seitenlänge, d. h. die Länge einer mehrere Kilometer langen Basislinie genauestens gemessen wird.
Oberst Charles Rigobert Marie Bonne (1771–1839) (nicht zu verwechseln mit dem Kartographen Rigobert Bonne, 1727–1795) war ein Ingenieurgeograph der französischen Armée du Rhin unter General Moreau, der nach der Besetzung Münchens und dem Frieden von Lunéville noch im Lande geblieben war.
Auf der Suche nach einem geeigneten Gelände für eine Basislinie besuchten er und der bayerische Oberst von Riedl das Erdinger Moos (nordöstlich von München), eine damals fast menschenleere Moorebene. In der Nähe von Aufkirchen, einem Ortsteil der Gemeinde Oberding, fand sich ein Hügel, von dem aus mehrere weit entfernte Orte (München, Dachau, Freising und andere) gesehen werden konnten. Hohen Bewuchs oder gar größere Gebäude gab es in der Gegend damals nicht. In der Nähe von München fand sich bei dem Dorf Oberföhring ein Hügel, von dem aus man die Türme der Frauenkirche und in der entgegengesetzten Richtung den Hügel bei Aufkirchen und seine Kirche sehen konnte. Oberst Bonne überprüfte vom Nordturm der Frauenkirche aus mit einem Fernrohr, dass dort eine gerade, ungestörte Linie eingerichtet werden könne. Die Überprüfung des Terrains durch einen Offizier ergab, dass ein großer Teil des Geländes zwar knietief unter Wasser stand, darunter aber fester Kies war, und das Wasser durch eine Reinigung der Bäche teilweise abgeleitet werden konnte. Als Vorteil wurde empfunden, dass in dieser Gegend die Arbeiten nicht durch Fuhrwerke oder Schaulustige gestört werden konnten.
Die beiden Endpunkte der Strecke wurden daraufhin mit hohen Signalstangen markiert. Dann wurden die zahlreichen Gräben und Bäche mit Stegen überbrückt und die Strecke begehbar gemacht. Für die Messung wurden absolut waagrechte Stege auf justierbaren Stützen eingerichtet, die als Untergrund für den Basisapparat aus den eigentlichen Messlatten dienten. Bei der Einrichtung der Stege und der Auswahl des Basisapparats profitierte Oberst Bonne von den Erfahrungen, die die Briten gut zehn Jahre zuvor an der Basislinie bei Hounslow Heath gemacht hatten.
Der Basisapparat bestand im Wesentlichen aus fünf je 5 m langen, versteiften Tannenholzlatten. Zum Schutz vor Feuchtigkeit waren sie mehrfach mit Ölfarbe gestrichen worden, um Längenveränderungen so gering wie möglich zu halten. Ihre Enden waren mit exakt plan gearbeiteten Messinghülsen versehen, so dass sie exakt aneinander gelegt werden konnten.
Die Messungen begannen am 25. August und dauerten bis zum 2. November 1801. Jede der fünf Messlatten wurde mit größter Sorgfalt so ausgelegt, dass dabei die anderen nicht verschoben wurden. Anschließend wurde ihre Lage überprüft und die Länge gemessen sowie die Temperatur, die Feuchtigkeit und die Witterungsbedingungen notiert. Danach legte man die erste Messlatte vor die fünfte und begann das Verfahren von neuem. Direkt nach Abschluss der Außenarbeiten verfasste Bonne einen Bericht über die Basismessung („Construction de la Carte de Bavière“, mit einer Ergänzung von 1803: „Fixation définitive de la longueur de la Base de la Goldach“, heute im Bayerischen Hauptstaatsarchiv), in dem er Korrekturen wegen der temperatur- und feuchtigkeitsbedingten Längenänderungen der Messlatten vornahm. Die Längenänderung seines Metermodells aus Messing wurde umgerechnet auf die des Urmeters. Um die Basislinie mit denen anderer Länder vergleichbar zu machen, wurde sie auf Meeresniveau umgerechnet.

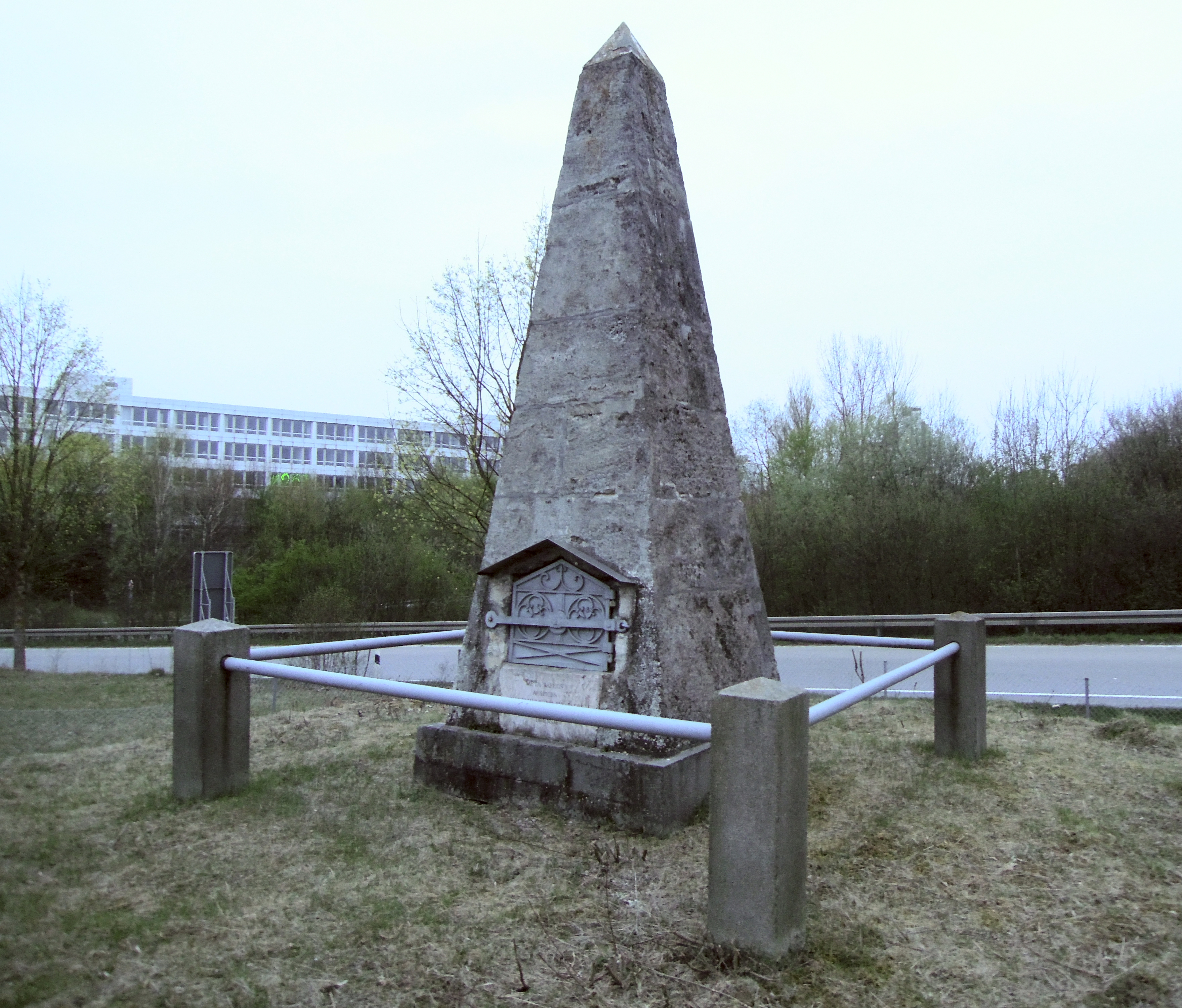
Basispyramide Unterföhring
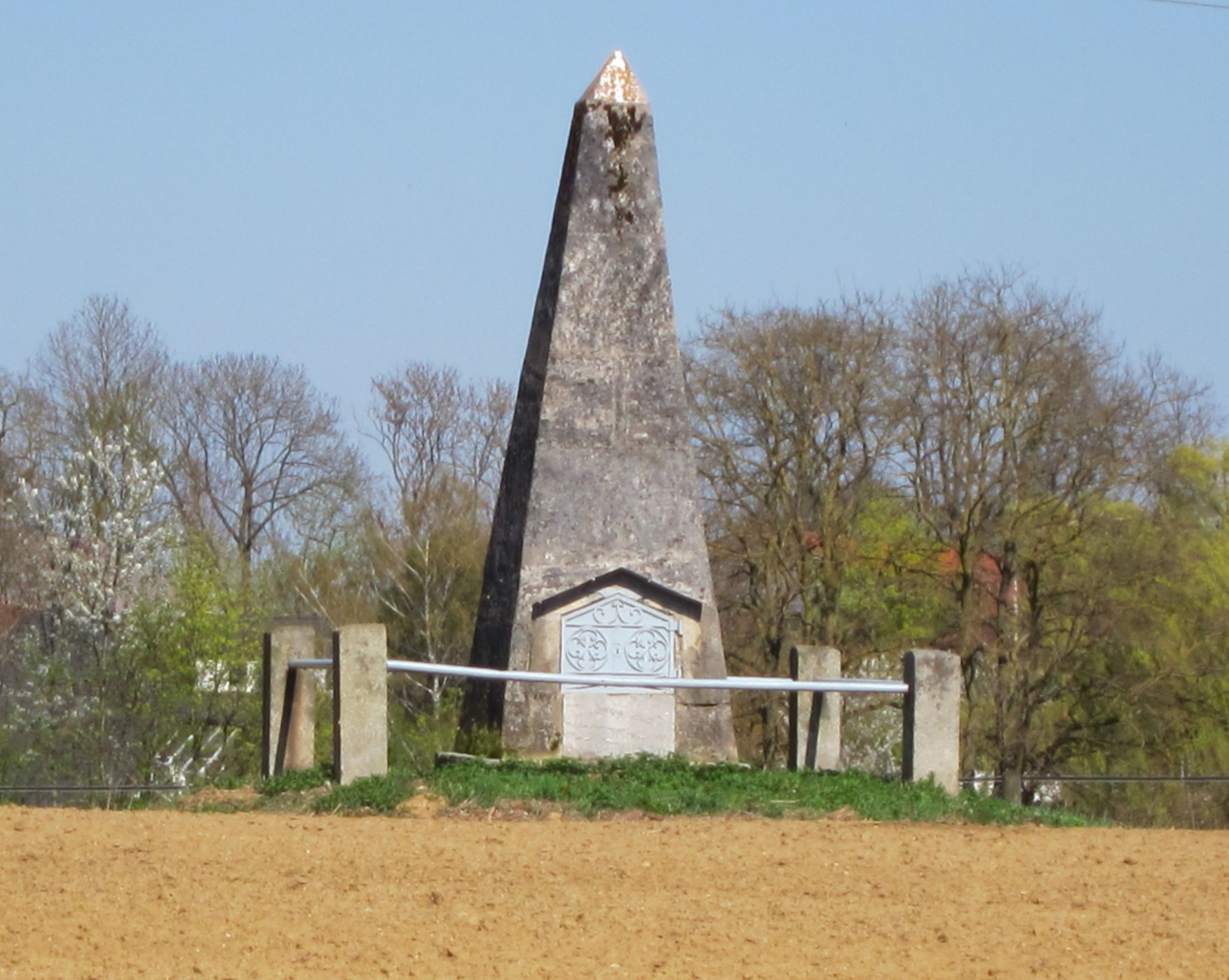
Basispyramide Aufkirchen

Die Länge der Basis wurde zu 21.653,80 m ermittelt. Um die Basislinie jederzeit nachmessen zu können, aber auch als Denkmal für diesen Meilenstein in der Geschichte der bayerischen Landesvermessung, wurden 1802 über den beiden Endpunkten Steinpyramiden („Basispyramide“) errichtet (die Pyramide in Unterföhring steht nördlich der Abzweigung Föhringer Ring und Kreisstraße▼, die in Aufkirchen am Kraftwerk▼). Eine der originalen Messlatten von Bonne kann in der vermessungshistorischen Ausstellung am Landesamt für Digitalisierung, Breitband und Vermessung Bayern besichtigt werden. Die heute angewandte, durch Satelliten gestützte Messtechnik bestätigt die Genauigkeit der Ergebnisse von 1801: Bonne hat sich nur um weniger als 1 m vertan. Der Meter war erst 1795 im revolutionären Frankreich eingeführt worden. Deshalb wurde die Basislänge in ein den Bayern damals vertrautes Maß umgerechnet: 7.419,267 bayerische Ruthen (1 Ruthe = 10 Schuh = 2,91859… m).
Die Helmspitze des Nordturms▼ der Münchener Frauenkirche (des Nullpunkts der bayerischen Landesvermessung), die beiden Pyramiden (die Enden der Basislinie) und die Turmspitze der Pfarrkirche St. Johann Baptist in Aufkirchen▼ liegen auf derselben Geraden. Die Entfernung Frauenkirche – Unterföhringer Pyramide beträgt ungefähr 6.450 m und die zwischen Aufkirchener Pyramide und Pfarrkirche ungefähr 400 m.